# Sátoraljaújhely
Sátoraljaújhely (slovaque : Nové Mesto pod Šiatrom) est une ville du nord-est de la Hongrie à la frontière de la Slovaquie.

## Histoire
La ville fut capitale du comitat de Zemplén jusqu'en 1918. Avant la Seconde Guerre mondiale, la ville comptait la seconde plus importante communauté juive du pays, ses membres représentaient 23 % des habitants de la ville. Les juifs seront enfermés dans un ghetto puis assassinés au camp d'extermination d'Auschwitz en 1944.
La commune slovaque de Slovenské Nové Mesto fut un quartier de la ville avant 1918 et entre 1938 et 1944.

## Économie
La ville est le centre de la région viticole du vin de Tokaj.

## Jumelages
La ville de est Sátoraljaújhely jumelée avec :
- Franeker (Pays-Bas) depuis 1991
- Síndos (Grèce) depuis 2000
- Lohja (Finlande) depuis 1990
- Sărățeni (Roumanie)
- Krosno (Pologne) depuis 2006
- Opole Lubelskie (Pologne) depuis 2003

## Personnalités
- Léon Schwarz-Abrys (1905-1990), artiste peintre, y est né.
- Gyula Bereznai (1921-1990), mathématicien hongrois, y est né.
- István Csom (1940-2021), joueur d'échecs hongrois, y est né.